# Eudioxys schwarzi
Eudioxys schwarzi is een vliesvleugelig insect uit de familie Megachilidae. De wetenschappelijke naam van de soort is voor het eerst geldig gepubliceerd in 1968 door Mavromoustakis.